# Самервил (Масачусетс)
Самервил (енгл. Somerville) град је у америчкој савезној држави Масачусетс. По попису становништва из 2020. у њему је живело 81.045 становника.

## Демографија
Према попису становништва из 2010. у граду је живело 75.754 становника, што је 1.724 (2,2%) становника мање него 2000. године.
| Група             | 2000.          | 2010.          |
| Белци             | 56.320 (72,7%) | 52.359 (69,1%) |
| Афроамериканци    | 5.035 (6,5%)   | 5.161 (6,8%)   |
| Азијати           | 4.990 (6,4%)   | 6.606 (8,7%)   |
| Хиспаноамериканци | 6.786 (8,8%)   | 8.017 (10,6%)  |
| Укупно            | 77.478         | 75.754         |